# Max Bănuș
Max Bănuș (Max Banusch ) (n. 26 martie 1926, București – d. 6 februarie 2008, București) a fost un jurnalist român, disident anticomunist, timp de 24 de ani redactor la Radio Europa Liberă.
Max Bănuș și-a început cariera de ziarist ca redactor la ziarul “Sportul Popular”, unde a inițiat campania alegerii celui mai bun fotbalist român al anului 1954. Pentru aceasta a sunat, fără să anunțe pe nimeni înainte, 40 de antrenori din Occident, pentru a realiza un clasament în urma CM din 1954. Din cauza acestei anchete fotbalistice internaționale a fost arestat prima dată, în 1954.
În 1958 a fost arestat din nou, de data aceasta pentru discursuri împotriva regimului comunist. A fost judecat, a primit o condamnare la opt ani cu executare și a fost trimis în lagărul de la Stoenești. După cinci ani a fost eliberat la presiunile Occidentului și a emigrat în Israel.
A trăit o perioadă în SUA, după care s-a stabilit cu familia în Germania, la München, unde a lucrat între 1966 și 1990 la postul Europa Liberă și a prezentat emisiunile „Tinerama” și „Cvartet duminical”.
După angajarea la Europa Liberă, Max Bănuș a devenit un adversar teribil al regimului comunist. Din acest motiv, Securitatea română l-a urmărit pe Max Bănuș cât timp a lucrat la Europa Liberă. De exemplu, după o deplasare în RFG, avocata Paula Iacob a raportat Securității că „La Max Bănuș a stat Matty Aslan. Acesta făcea comentarii dușmănoase la restaurantul Klein Bukarest”. În luna decembrie 1981, Emanuel Valeriu, ca sursă a Securității sub numele de cod „Emil”, a fost trimis să facă o descriere amănunțită a angajaților și colaboratorilor postului de radio „Europa Liberă”. Printre cei vizați direct erau Max Bănuș și Neculai Constantin Munteanu.
Din 1983, Max Bănuș a publicat revista de comunicație „On Air”, promovând dezvoltarea relațiilor cu țările din Europa de Est. Revista a fost premiată cu medalia de aur la Festivalul publicațiilor de radio-comunicație.
Și-a luat doctoratul în management în radio și televiziune la Los Angeles și a revenit în România în 1990, unde a înființat în aprilie 1990 „Tinerama”, care a devenit unul dintre ziarele de impact ale vremii, alături de Expres, Expres Magazin și „Baricada”.
După Revoluție, a publicat cartea „Cei care m-au ucis”, un volum de amintiri și întâmplări la care a asistat pe perioada detenției. În prefața cărții, Max Bănuș scria:
Sînt doar niște note. Niște simple note care încep la ora 1 noaptea, 27 septembrie 1958, și care ar trebui să se termine la 3 dimineața, 7 ianuarie 1962. Niște simple note despre închisorile românești. Despre lagărele de muncă. Despre morți și despre vii. Despre muribunzi, despre criminali și despre victime.
A încetat din viață la data de 6 februarie 2008, la Spitalul Sfântul Pantelimon din București, în urma unui stop cardiac.
Max Bănuș a fost înmormântat vineri, 8 februarie 2008, în cimitirul evreiesc „Filantropia” din București.

## Scrieri
- Cei care m-au ucis, 210 pagini, Editura Tinerama, București, 1991. ISBN 973-95046-0-4.
- Tinerețe fără bătrânețe - Actualii și viitorii pensionari, batjocoriții națiunii, 96 pagini, Editura Tinerama, București, 2004.

## Evocat în
- Ioana Măgură Bernard: Directorul postului nostru de radio, Editura Retromond, București, 1994, reeditare la Editura Curtea Veche, 2007